# جوناثان غولدبرغ
جوناثان غولدبرغ (بالإنجليزية: Jonathan Goldberg)‏ هو كاتب أمريكي، ولد في 11 يونيو 1943.